# Basílica de la Asunción (Aglona)
La Basílica de la Asunción (en letón: Aglonas Romas katoļu bazilika o bien Aglonas Vissvētākās Jaunavas Marijas debesīs uzņemšanas Romas katoļu bazilika) en Aglona, Letonia es uno de los centros espirituales católicos más importante de ese país europeo. Pertenece a la diócesis de Rēzekne-Aglona.
La construcción de la actual iglesia se inició en 1768 y finalizó en 1780. Fue edificada en el estilo barroco italiano, y está dedicada a la Asunción de la Virgen María, siendo consagrada en 1800 por el obispo J. Benislavski. 
La iglesia fue la sede del obispado de Riga entre 1920 y 1924, cuando el arzobispo recién ascendido Antonijs Springovičs se trasladó a la Catedral de Santiago en Riga. Springovičs fue consagrado obispo allí el 22 de agosto de 1920 por el obispo auxiliar de Kaunas Juozapas Skvireckas.
Cada año miles de peregrinos acuden a la basílica en el día de la Asunción de la Virgen María el 15 de agosto. Es uno de los ocho santuarios internacionales reconocidos por la Santa Sede y sus eventos religiosos fueron atendidos por alrededor de 300.000 peregrinos.
En 1980 la basílica de la Asunción celebró su 200 aniversario, y el papa Juan Pablo II le concedió el título de "Basílica minoris". En septiembre de 1993 el mismo Papa visitó la iglesia.